# Terminale virtuale

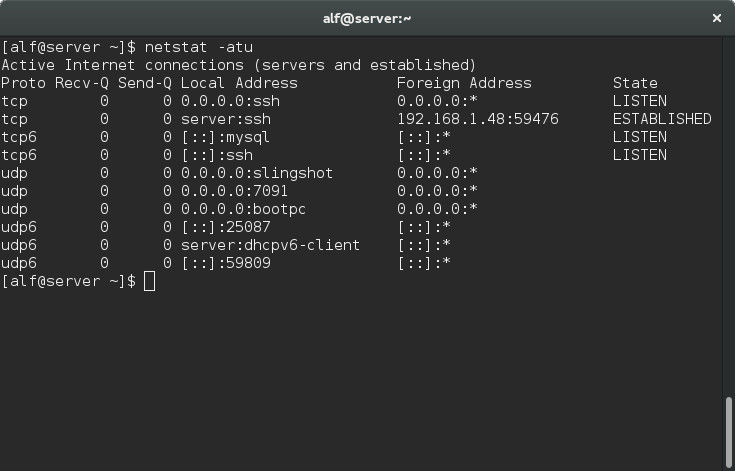
Xterm in esecuzione su Linux

Un terminale virtuale (o emulatore di terminale), in informatica, è un programma o un servizio del sistema operativo che emula il comportamento di un terminale testuale. È notevolmente utilizzato nelle distribuzioni GNU/Linux.

## Utilizzo del termine

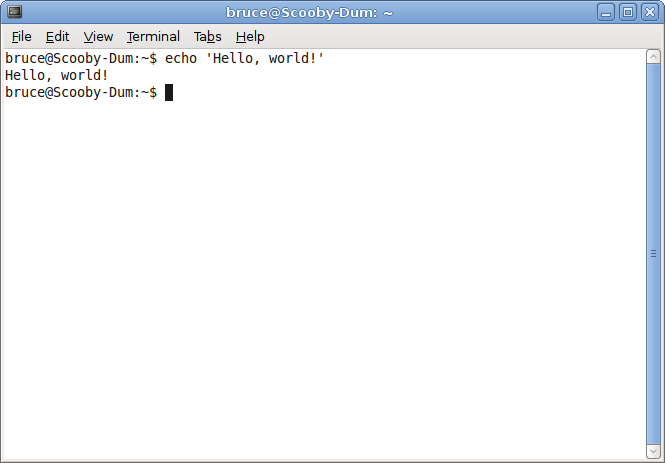
GNOME Terminal

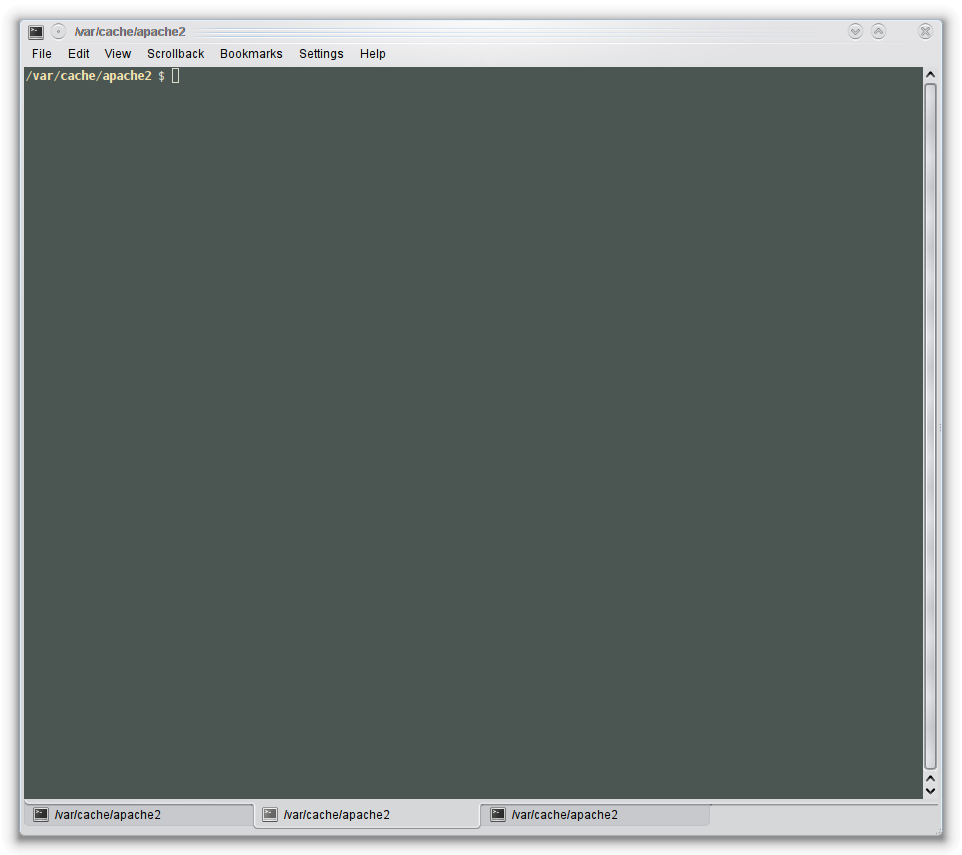
Konsole

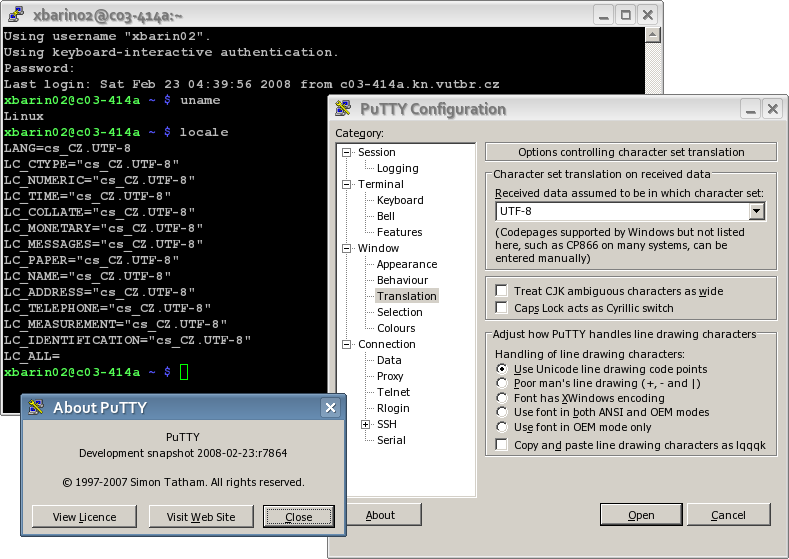
PuTTY

Il suo nome deriva dai terminali dei primi computer multiutente, dei quali riproduce la rappresentazione di solo testo sul monitor e le combinazioni di tasti.
La frase terminale virtuale tende ad essere usato per riferirsi alle emulazioni fornite direttamente dal sistema operativo, come ad esempio nel caso delle console virtuali di FreeBSD o di Linux, mentre invece un emulatore di terminale viene solitamente utilizzato per indicare i programmi che forniscono un'emulazione nell'ambito di un'interfaccia grafica.
Nei sistemi Unix e Unix-like un terminale virtuale è un'interfaccia a riga di comando sulla quale è solitamente in esecuzione una shell testuale che permette di eseguire anche programmi testuali, interagendo con essi attraverso i loro canali standard.

## Esempi
- xterm – emulatore di terminale standard per X Window System
- konsole – emulatore di terminale predefinito per l'ambiente desktop KDE
- Yakuake – emulatore di terminale basato su konsole
- GNOME Terminal – emulatore di terminale predefinito per l'ambiente desktop GNOME
- aterm – emulatore di terminale per AfterStep X Window
- Eterm – emulatore di terminale di Enlightenment
- PuTTY – emulatore di terminale e client Telnet e SSH per Microsoft Windows e sistemi GNU/Linux
- Terminale – emulatore di terminale per macOS
- mlterm – emulatore di terminale multi-lingua per X Window System